# Franco de Argovia

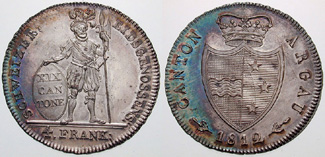
Moneda de 4 francos.

El franco de Argovia fue la divisa oficial del cantón suizo de Argovia entre 1798 y 1850. Estaba subdividido en 10 Batzen, cada uno dividido a su vez en 4 Kreuzer o 10 Rappen.

## Historia
El franco había sido la moneda oficial de la República Helvética desde 1798. Tras el cese de la emisión de francos por la República en 1803, Argovia, en 1805 y hasta 1837, comenzó (al igual que otros cantones) a fabricar moneda propia. En 1850 el franco suizo fue reintroducido a la razón de 1 franco de Argovia = 1,5 francos suizos.

## Monedas
Fueron emitidas monedas de vellón de 1, 2, 2½ y 5 Rappen y ½ y 1 Batzen; y de oro de 5, 10 y 20 Batzen y 4 francos. La moneda de 2½ Rappen también fue denominada 1 Kreuzer.
- Datos: Q2282987